# ۴۶۷ (خورشیدی)
۴۶۷ چهارصد و شصت و هفتمین سال هجری خورشیدی است.